# Скорупська Олена Василівна
Олена Василівна Скорупська (22 жовтня 1951, м. Москва) — графік, живописець, книжковий ілюстратор, член Національної спілки художників України (1987), заслужений художник України (2007).

## Життєпис
Народилася 22 жовтня 1951 в Москві, згодом переїхала до України. У 15 років почала малювати. До того з 5 років займалася музикою, у школі — спортом і драмтеатром.
1969—1970 — навчалась у Пензенському художньому училищі ім. Савицького.
1970 року переїхала до Хмельницького, батько Олени був військовослужбовцем і його призначили начальником артилерійського училища.
1973 р. — закінчила Львівське училище прикладного мистецтва ім. Труша. Після училища працює і з 1975 стає постійною учасницею виставок різного рівня.
1985 р. — закінчила Московський поліграфічний інститут. Після закінчення інституту працює в художньому фонді Хмельницького і вступає до Спілки художників (1989).
З 1995 —член творчого об'єднання подільських митців «Плоский рів».
1973—2002 — працювала у Хмельницькому художньо-виробничому комбінаті Спілки художників України.
2002—2010 — старший викладач у Хмельницькому університеті на кафедрі технології та конструювання одягу.
2010—2014 — очолювала художню школу, яка саме при ній отримала статус Хмельницької дитячої школи образотворчого та декоративно-прикладного мистецтва.

## Творчість
Проілюструвала та оформила понад 50 книг подільських письменників, серед яких: Людмила Савчук, Ніна Шмурікова-Гаврилюк, Галина Черниш, Лідія Любчик, Василь Сабадаш та ін. Її «вікна» у казку — оформлення та ілюстрація збірки «Українські народні казки», збірки «Легенди Подільського краю» та окремих казок («Пес і Вовк», «Котигорошко» та ін.) — це неоціненний дарунок малечі. Всіх персонажів цього Казкового Царства Олена Скорупська «одягає» в українські строї.
Понад 30 років вона активно займається живописом, а її експресивні, мажорні, життєрадісні твори відомі не лише в Україні, а й за кордоном. Їй підвладні всі жанри: портрети, пейзажі, проте найулюбленіший — натюрморт, найчастіше — квіти.
Найвідоміші роботи: «Хмельницький будується» (1975), «Хати» (1980), «Українська пісня» (1984), серія жіночих портретів, диптих «Народження писанки» (1980), диптих «Боже, Україну збережи» (2013).
Ілюстрації до книг: «Филимонівські чарівники» З. Журавльової (1985), «Мій Семенко» Г. Черниш (1985), «Українські народні казки» (1986), «Один, два, три…» Л. Савчука (1987) та ін.

## Виставкова діяльність
З-під її талановитих рук вийшло понад 2500 творів, вона учасник понад 200 виставок різного рівня. О. Скорупська майже щорічно представляє свою творчість у різних куточках світу: Хмельницькому (1975—2016), Сілістрі (1986, Болгарія), Києві (1986-88, 2001), Гданську (1994-95, Польща), в німецьких містах — Альбштадт (1993, 1995, 1997), Равенсбург (1998, 2001), Ройтлінген (2002, 2005), Хемніц (2007), в російських — Москві (1996-97, 2000) і Тулі (1997), в Нетішині (2002), Модесто (2008, США), Токіо (2009, Японія) та ін.
Роботи художниці демонструвалися на багатьох обласних, міжнародних, всесоюзних та всеукраїнських виставках.
Картини зберігаються в музеях Хмельницького, Сілістри (Болгарія), Тули (Росія), Альбштадту (Німеччина), а також у приватних колекціях в Україні, Польщі, Росії, Німеччині, Ізраїлі, Італії, США, Люксембурзі, Данії, ПАР.

## Дипломи, конкурси, премії
- 1985 — дипломант конкурсу плакатів м. Софія (Болгарія).
- 1998 — лауреат конкурсу «Людина року — 98» в номінації «Митець».
- 1999 — перемогла в конкурсі «Краща книга року» (Москва, Росія).
- 2000 — лауреат Хмельницької міської премії ім. Богдана Хмельницького.
- 2005 — лауреат Хмельницької обласної премії ім. В. Розвадовського.
- 2006 — лауреат виставки-конкурсу художників міста Хмельницького «У сяйві вічної краси — душа рідного міста».
- 2007 — заслужений художник України[3]